# Turingi

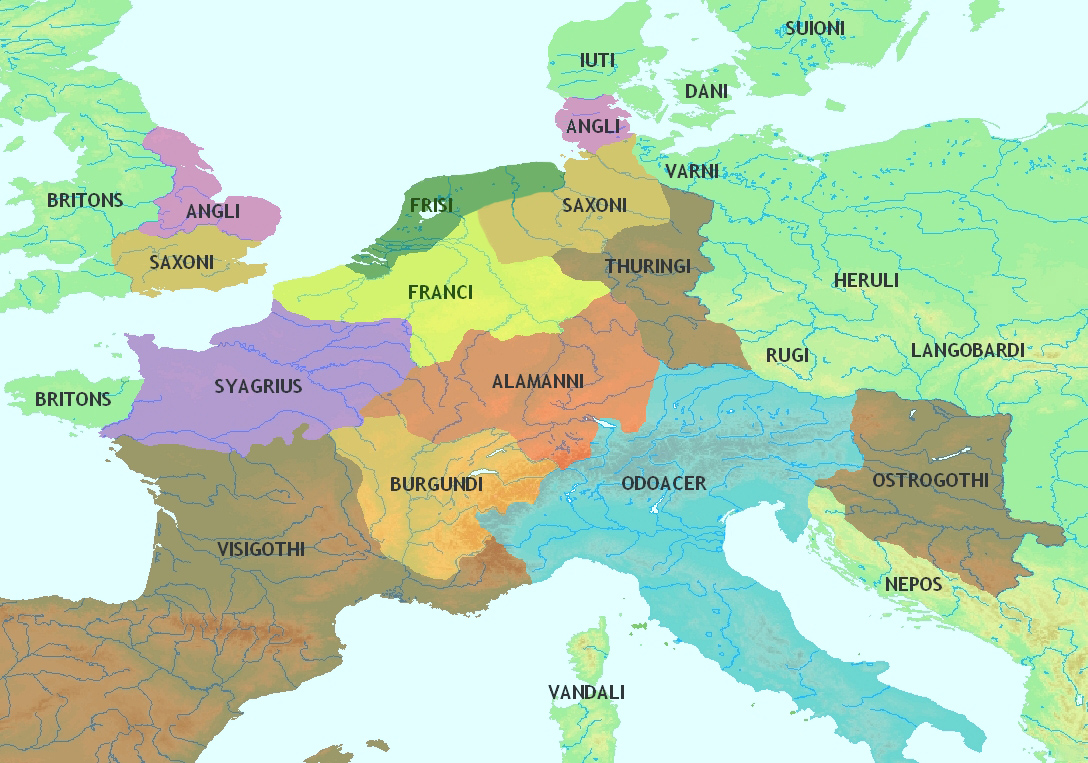
L'Europa nella seconda metà del V secolo.

I Turingi erano una tribù germanica che, al seguito degli Unni di Attila, nel corso del V secolo si attestò nella parte centrale dell'attuale Germania, dove formò un regno fra Meno ed Elba. I Turingi diedero così il nome alla odierna regione della Turingia.

## Descrizione
Nella seconda metà del V secolo, il regno di Turingia confinava ad ovest con il regno dei Franchi, più precisamente con i Franchi Ripuari.
Verso il 460, secondo il vescovo Gregorio di Tours, il re dei Franchi Sali, Childerico I, detronizzato dal suo popolo e minacciato di morte, trovò asilo presso i Turingi, alla corte del loro primo re, Basino. Dopo circa otto anni Childerico rientrò nel suo regno e, sempre secondo Gregorio di Tours, fu seguito nel regno dei Franchi da Basina, la moglie del re Basino.
Nel 491, i Turingi furono sottomessi dal re dei Franchi Sali, Clodoveo, che li costrinse ad arruolarsi nel suo esercito.
Nel 507, però i Turingi, seguendo le esortazioni del re ostrogoto d'Italia, Teodorico il Grande, non si schierarono al fianco dei Franchi nella guerra contro i Visigoti.
Gregorio di Tours narra che nel 531 i re franchi Teodorico I ed il fratellastro Clotario I invasero il regno di Turingia, deponendo il re Ermanafrido ed annettendo il suo regno a quello dei Franchi, specificando, in un altro passaggio delle cronache, che successivamente Ermanafrido, mentre discorreva con Teodorico fu accidentalmente spinto dalle mura della città di Zülpich. I Turingi furono costretti per mezzo millennio a pagare la Schweinezins in conseguenza alla loro annessione.
Nel 738, Carlo Martello, Maggiordomo di Palazzo di Neustria e Austrasia, dei re merovingi, rilasciò un salvacondotto al vescovo Bonifacio, per poter evangelizzare i Turingi. Circa tre anni dopo, poco prima di morire, Carlo assegnò al figlio maggiore, Carlomanno, l'Austrasia, la Turingia, l'Alemannia e la Baviera, mentre al minore, Pipino il Breve, la Neustria, la Burgundia, la Provenza e l'Aquitania. 
I Turingi, durante il periodo merovingio, subirono invasioni da parte di popolazioni slave da est, perdendo progressivamente la loro identità etnica.